# 드카이저꿀박쥐
드카이저꿀박쥐(Lonchophylla dekeyseri)는 주걱박쥐과(신세계잎코박쥐과)에 속하는 남아메리카 박쥐의 일종이다. 브라질과 볼리비아에서 발견된다.